# K5리그 경기
K5리그 경기(K5 League Gyeonggi)은 K5리그의 경기 권역 대회이다. 경기 권역 최하위는 K6리그로 강등되며 우승팀은 K5리그 챔피언십에 진출한다.

## 역사
2015년 12월 대한축구협회는 새로운 아마추어리그를 출범한다고 밝혔다.
2019년 디비전5리그로 창립할 계획이었으나 KFA는 통일성 및 연계성을 추구하고자, 2019년에 기존 디비전6리그와 디비전7리그가 각각 K6리그, K7리그로 개칭하여, 이에 맞추어 디비전5리그도 K5리그로 개칭하였다.

## 역대 우승팀
| 시즌 | 우승팀     | 준우승팀     |
| ---- | ---------- | ------------ |
| 2019 | 덕계축구회 | 용인축구회   |
| 2020 | 마장축구회 | 수원 시티 FC |

## K5리그 챔피언십 성적
| 시즌 | 출전팀     | 결과     |
| ---- | ---------- | -------- |
| 2019 | 덕계축구회 | 조별리그 |
| 2020 | 마장축구회 | 불참     |